# Sabbatianismus
Der Sabbatianismus ist eine durch Schabbtai Zvi begründete sowie durch Baruchia Russo (1676–1720) bzw. Jakob Frank weitergeführte messianische Bewegung im Judentum, die schon um 1666 die gesamte Jüdische Diaspora erfasste. Sie besteht bis heute in der von Russo gegründeten Dönme fort. Im 18. Jahrhundert entstand unter Jakob Frank als letzte große vom Sabbatianismus inspirierte Welle der polnisch-litauische Frankismus.
Zu den Folgeerscheinungen des Sabbatianismus gehört auch der osteuropäische Chassidismus des Rabbiners Israel ben Elieser.

## Begründung unter Zvi in Gaza
Anfang 1665 kam der asketische junge Gelehrte Schabbtai Zvi in Gaza zum Kabbalisten Nathan von Gaza, um sich durch ihn geistig unterweisen zu lassen. Er erhielt jedoch von Nathan die Nachricht, der lang ersehnte Messias zu sein. Zvi glaubte dies und war fortan von seiner Messianität tief überzeugt. Am 31. Mai 1665, noch während seines Aufenthaltes in Gaza, proklamierte er sich als wahrer Messias der Juden. Zeichenhaft ernannte er zwölf Gazaer Gemeindemitglieder zu Repräsentanten der zwölf Stämme Israels. Zvi und Nathan von Gaza konnten Massen von Juden in ihren Bann ziehen, die an den Messias Zvi glaubten und in Nathan von Gaza den wiedergeborenen Propheten Elija sahen, welcher der Überlieferung nach den Messias begleiten würde. Die grausamen Judenpogrome während des Chmelnyzkyj-Aufstands im ukrainisch-belarussischen Polen-Litauen stärkten die kabbalistisch-mystischen Endzeiterwartungen der Juden und führten zur raschen Ausbreitung des Sabbatianismus von Aleppo bis Hamburg.
Ziel des Sabbatianismus Zvis war das Ende der unsäglichen, mittelalterlichen Verhältnisse in der Diaspora, von denen das Leben im Ghetto geprägt war. Der Plan war, den Sultan zu entmachten und die Erlösung herbeizuzwingen. Am Ende ließ die osmanische Obrigkeit Schabbtai Zvi die Wahl zwischen Tod oder Konversion zum Islam. Zvi wählte die Apostasie, nahm den Islam mit seinen Anhängern oberflächlich an, um anschließend als Kryptojude weiter seine sabbatianische Glaubenspraxis zu leben.

## Schulen der sabbatianistischen Gemeinden
In Thessaloniki entstand 1877 die sabbatianische Schule Terakki (dt. Fortschritt). 1885 kam in der Stadt eine Schule mit dem Namen Feyziye hinzu.